# ملعب روسوندا

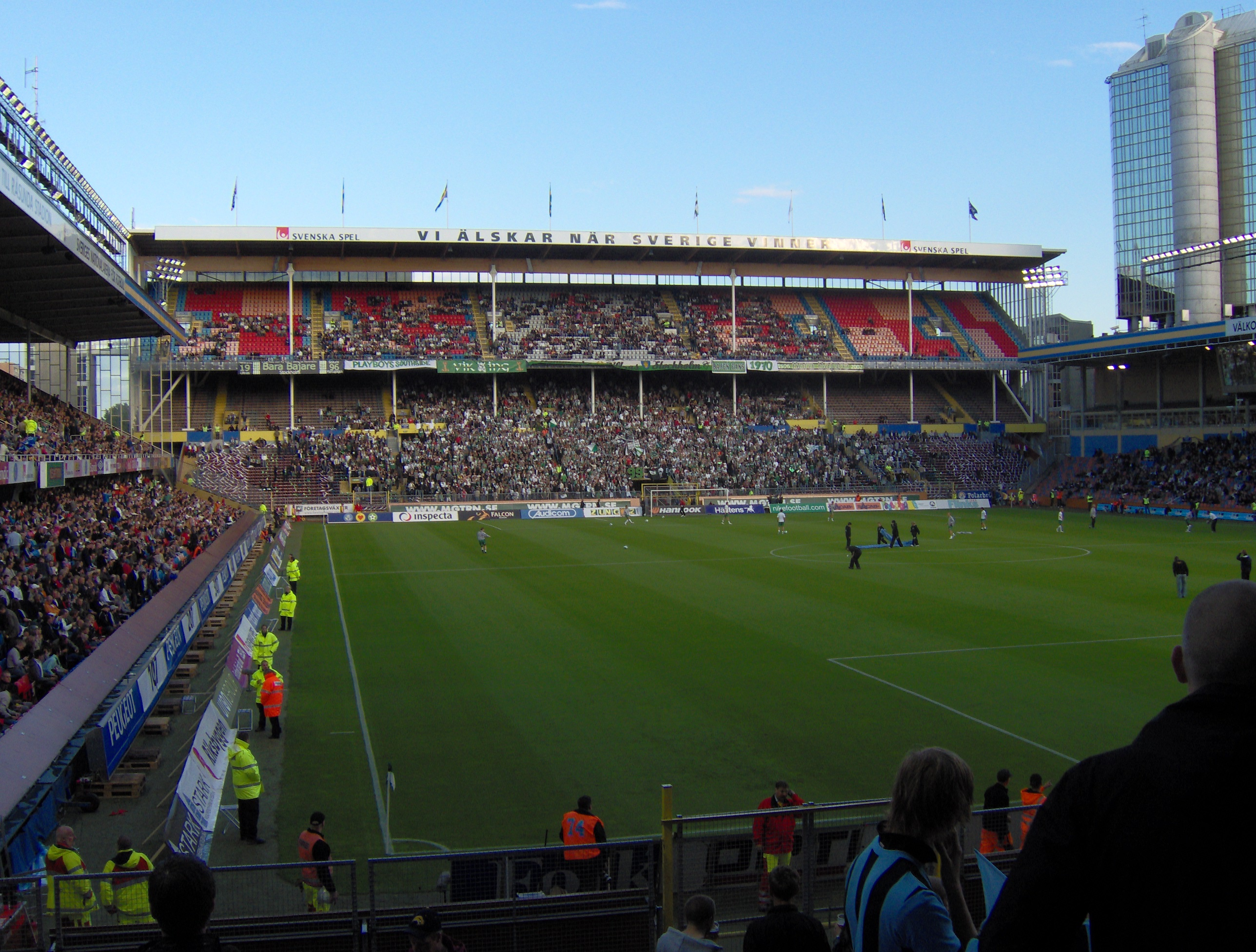

ملعب روسوندا (Swedish: ‎[ˈro:sɵnda]‏; Råsunda) هو ملعب كرة قدم يقع في بلدية سولنا السويدية. يسع الملعب لجلوس 35 ألف متفرج. يعتبر الملعب الرسمي الذي يخوض فيه منتخب السويد مبارياته الدولية. تم افتتاح الملعب في 17 مايو 1937.
شهد نهائيات كأس العالم 1958.
لعبت فيه المباراة النهائية لكأس العالم 1958 بين البرازيل والسويد وشهد أول تألق لأسطورة الكرة العالمية البرازيلي بيليه وهو أبن الثامنة عشر عاما.
تم توسيع الملعب عام 1980 ليصل إجمالي سعته إلى 37000 متفرج.
أول مباراة رسمية لعبت فيه عام 1937 وبتاريخ 17 مايو بين منتخبي السويد وإنجلترا وانتهت 0-4 لصالح الأنجليز. ولكن أول مباراة لعبت فيه كانت بتاريخ 18 أبريل / نيسان عام 1937 في الدوري المحلي السويدي بين ناديي أيك سولنا ومالمو وانتهت 4-0 لصالح ايك سولنا.
أكبر حضور جماهيري حصل في لقاء منتخبي السويد وألمانيا الغربية عام 1965 ووصل إلى 943 52 متفرج.